# История Горловки

## Предыстория
Наличие около сотни курганов на месте нынешней Горловки свидетельствует о многочисленных поселениях людей в древнейшие времена, и дает уникальную возможность исследователям для изучения истории города начиная не с даты основания, а на несколько тысяч лет ранее.
На археологической карте современной Горловки известно 78 археологических объектов, среди которых: стоянка и 2 поселения срубной культуры, и 74 курганы-могилы, захоронения наших далеких предков времен катакомбной и срубной культур, киммерийцев, скифов, сарматов, аланов, хазар, печенегов и половцев. Так, в поселке Зайцево их — 8, в центральной части города — 26 и могила Кудряшка, в Михайловцы — 5, в поселке Байрак — 2, в поселке Гурты — 7, в поселке Озеряновка — 20, по химзаводом Верина могила, в Калиновке — 11 вблизи знака у въезда в город — Попова могила, а вблизи бывшей фабрики трикотажного полотна — 4 кургана.
Более известные современной науке казацкие поселения появились в XVII веке, когда запорожцами и беглыми крестьянами были основаны хутора вдоль рек Корсунь, Железная и Кодыма. Для укрепления границ Российской империи царское правительство формирует во второй половине XVIII века славяно-сербские поселенческие полки, в состав которых входят сербы, хорваты, словенцы, сбежавшие от австрийского угнетения, а также украинские и русские крестьяне и казаки. Полки делились на роты, которые основали отдельные поселения на территории современной Горловки.
В 1754 году возникает село Государев Байрак (теперь — территория города). В 1776 году зимовники и хутора в балке Сухой Яр и в урочище Жёваный Лес слились в слободу Зайцево, южную часть которой назвали Никитовка, в честь одного из её жителей — Никиты Девятилова. Возникает слобода Железная. Заселяют её преимущественно переселенцы из Харьковской губернии. В 1795 году в селе Государев Байрак и слободе Зайцево (оба — в черте современной Горловки) насчитывалось 6 514 человек, в слободе Железная в 1884 году — 3 529 жителей. В 1800—1805 годах образовываются хутора Щербиновский, Нелеповский. В начале XIX века в слободе Железной открыты залежи угля, появились крестьянские мелкие шахты.

## Основание

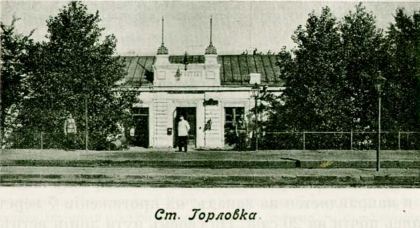
Станция Горловка (1912)

С началом строительства Российской имеперией Курско-Харьковско-Азовской железной дороги в 1867 году основан посёлок, одноимённая железнодорожная станция Корсунь (позднее поселку и станции присвоено имя Горловка), а также каменноугольный рудник, названный Корсунская Копь № 1, состоявший из двух шахт. Это было крупнейшее на то время предприятие угольной промышленности Донбасса. В 1879 году на нём работало больше тысячи человек, было добыто около 80 тыс. тонн угля. В 1889 году основано «Общество южнорусской каменноугольной промышленности», добывающее 42 млн пудов угля и 12 млн пудов кокса.
В 1879 году открыто месторождение киновари, к 1886 году появилась шахта по добыче киновари и первый в России современный и крупный завод по производству ртути. В 1889 году построен рудник № 5 «Альберт». В 1897 построена шахта № 7 «Альфред». А в 1897 году построен машиностроительный завод, вокруг которого появился рабочий посёлок на 3 000 человек. Вокруг Горловки строились другие предприятия (машиностроительный, алебастровый, кирпичный, цементный заводы) со своими посёлками, которые постепенно сливались.
В 1890 году в центре города открыт «Клуб-театр собрания служащих», где выступали приезжие артисты, а также силами местной интеллигенции ставились самодеятельные спектакли, проводились вечера отдыха. В 1898 году в Горловке проживало 7 000 человек. В декабре 1905 года состоялось Горловское вооружённое восстание — крупнейшее на Украине рабочее вооружённое восстание против самодержавия.
В 1913 году в Горловке работали 50 предприятий с общей численностью занятых 13 тыс. человек. Население Горловки, имевшей статус заштатного города, составляло более 30 тыс. человек. В центре стояли дома владельцев предприятий и инженерно-технических работников, несколько десятков казарм и типовые трехоконные домики, размещённые на 18 линиях по 70 домов. Около 10 тыс. рабочих проживали в полуземлянках, сараях и летних кухнях. Имелись 3 больницы на 80 коек, 2 церковно-приходских, 4 заводских и 10 двухклассных земских школ, штейгерская школа (готовила штейгеров, маркшейдеров и машинистов подъёма), клубтеатр, кинотеатр («Клуб-кинотеатр „Банакер“» на 300 мест, с 1914 года).
В 1916 Горловка официально стала городом.

## Советские годы

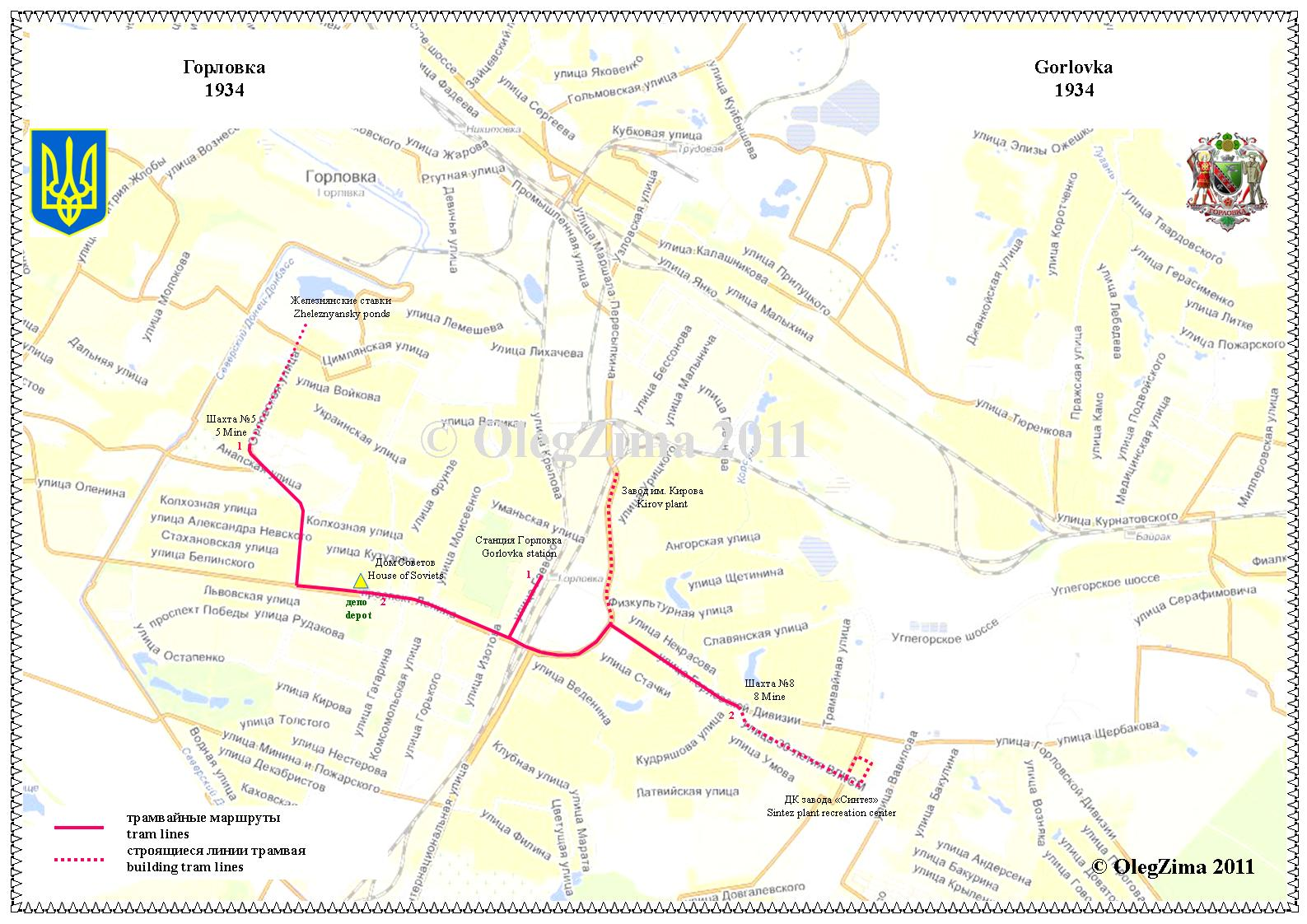
Городской транспорт в 1934 году

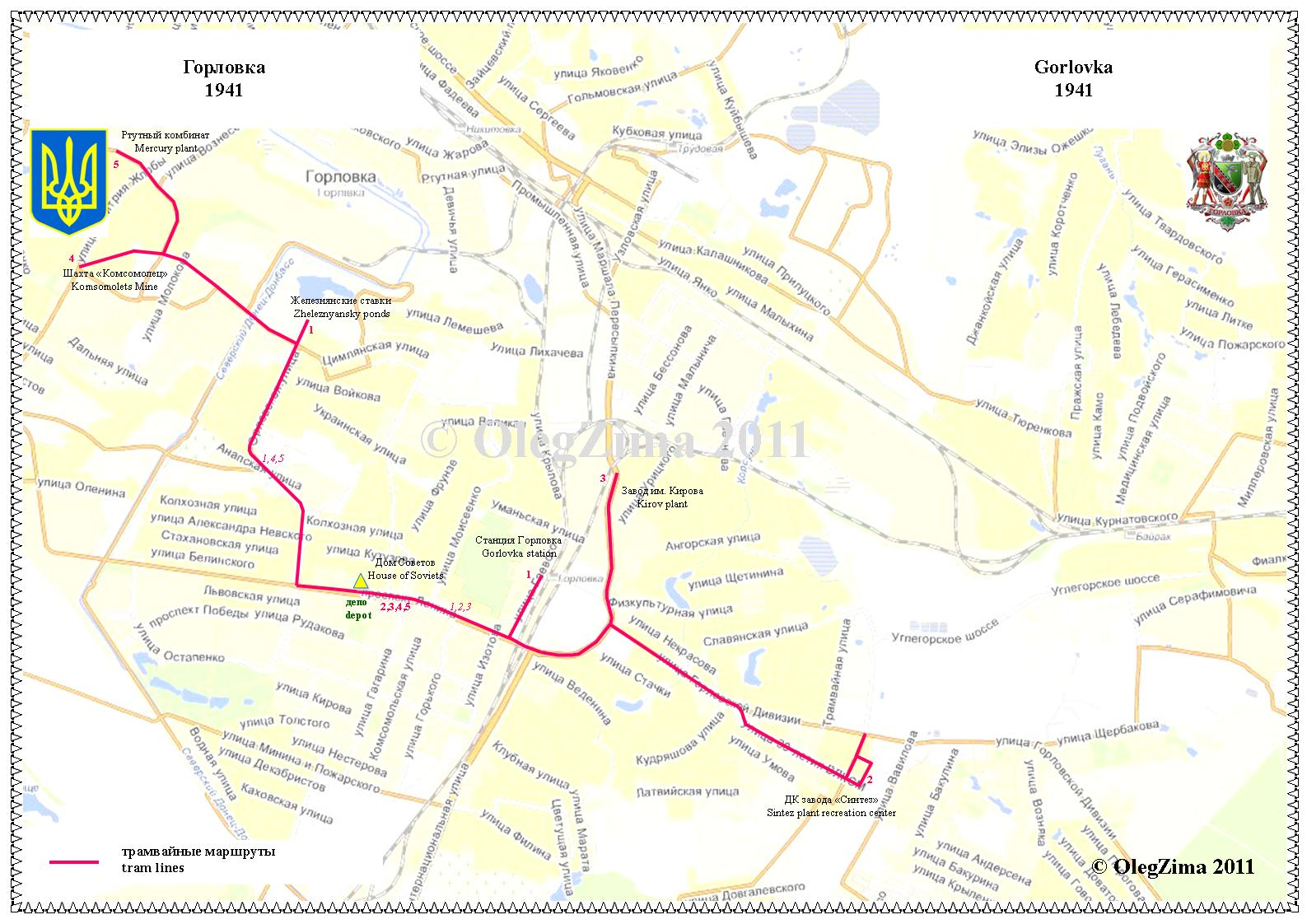
Городской транспорт в 1941 году

В 1925 году из шахтных и заводских посёлков был создан районный центр Горловка с населением 27,3 тыс. человек (с посёлками — 40,5 тыс. жителей). В то время шахтами Горловки добывалось 2,2 млн тонн угля в год. В годы индустриализации (конец 20-х — начала 30-х годов) в Горловке проходила реконструкция старых и появление новых предприятий, велось крупное промышленное строительство: в 1928 году — коксохимический завод, в 1932 году — шахта имени Румянцева, в 1933 году — шахта «Кочегарка», в апреле 1933 года — азотно-туковый завод имени Серго Орджоникидзе, в том же году — крупнейший в мире цех по производству врубовых машин (3 тыс. штук в год) на машиностроительном заводе. В 1941 году вступила в строй крупнейшая в Донбассе шахта № 4-5 «Никитовка».
В 1929 году на базе бывшего штейгерского училища создан горный техникум. В 1932 году проложена первая трамвайная линия протяжённостью 8 км, соединившая посёлки шахт № 1 и № 5.
К 1940 году в городе работали 10 заводов, 13 шахт с общей годовой добычей 7,2 млн тонн угля, проживало 181,5 тыс. человек. Накануне Великой Отечественной войны население Горловки составляло 181 тыс. человек, площадь — 100 км². Были сооружены новый водопровод и канализация, типография, фабрика-кухня, почтамт, универмаг, две бани, гостиница, стадион. Население обслуживали 6 больниц, 3 родильных дома, детский санаторий, 3 станции скорой помощи, 54 детских сада, 68 школ, 22 Дворца культуры и клуба, 25 библиотек. В начале 30-х годов открылись медрабфак, рабфак искусств, фабрично-заводское училище общественного питания, отделения Высших инженерно-технических курсов и Пром-академии, школа животноводов и огородников.
16 июня 1941 года на территории Горловского совета упразднены города районного подчинения:
- Калининск (образован Калининский район Горловки)
- Комсомольск (вошёл в Никитовский район Горловки)
- Никитовка (образован Никитовский район Горловки).

4 сентября 1943 года освобождён Калининск, ныне являющийся частью Горловки, от гитлеровских германских войск советскими войсками
346-й сд (генерал-майор Станкевский, Дмитрий Иванович) 54-го ск (генерал-майор Коломиец, Трофим Калинович) 51-й армии Южного фронта в ходе Донбасской операции.
Оккупация города продолжалась с 29 октября 1941 по 5 сентября 1943 года. Горловка была освобождена от немецких захватчиков частями 51-й армии и 5-й ударной армии в составе: 55-го стрелкового корпуса (генерал-майор Ловягин, Пётр Ермолаевич) в составе: 127-й стрелковой дивизии (полковник Крымов, Маргазиан Галлиулович), 126-й стрелковой дивизии (полковник Казарцев, Александр Игнатьевич), 271-й стрелковой дивизии (полковник Говоров, Иван Павлович) Южного фронта в ходе Донбасской операции.
Войскам, участвовавшим в освобождении Донбасса, в ходе которого они овладели г. Горловка и другими городами, приказом Верховного Главнокомандующего И. В. Сталина от 8 сентября 1943 года объявлена благодарность и в столице СССР г. Москве дан салют 20-ю артиллерийскими залпами из 224 орудий.
Приказом Верховного Главнокомандующего в ознаменование одержанной победы соединениям, отличившимся в боях за освобождение города Горловка, присвоено почётное наименование «Горловских»:
- 126-я стрелковая дивизия (полковник Казарцев, Александр Игнатьевич)
- 271-я стрелковая дивизия (полковник Говоров, Иван Павлович).[5]

5 сентября 1943 года освобождён Комсомольск (Никитовский район Горловки) войсками 346-й стрелковой дивизии (генерал-майор Станкевский, Дмитрий Иванович) 54-го стрелкового корпуса (генерал-майор Коломиец, Трофим Калинович), 238-й танковой бригады (подполковник Тимин, Александр Иванович) 51-й армии Южного фронта в ходе Донбасской операции.
К 1950 году начали работать водопроводная, электрическая, канализационная сети. Были восстановлены все школы.
В послевоенные годы в городе построены новые жилые микрорайоны вдали от промышленных предприятий, улучшено водоснабжение, реконструирована канализационная сеть. Были восстановлены все школы и дошкольные учреждения, 11 дворцов культуры и клубов, 7 парков культуры и отдыха. В 1954 году из Белой Церкви в Горловку переведён педагогический институт иностранных языков. К 1955 году в городе проживало 204 000 человек. В 1956—1958 в Горловке введены в действие 6 шахт, ремонтно-механический, 3 бетонных и деревообрабатывающий заводы, 11 крупных цехов. С 1959 года работает художественный музей. В 1959—1965 годах построены, реконструированы и расширены 18 предприятий, в том числе в декабре 1963 года введена в действие шахта имени Гагарина. К 1979 году в городе насчитывалось 337 000 жителей.

## События 2014 года
Во время кризиса 2014 года в восточных областях Украины Горловка становится одним из центров непризнанной Донецкой Народной Республики, здесь с апреля 2014 года располагается штаб И. Безлера.
17 апреля 2014 года депутат Горловского городского совета Владимир Рыбак был похищен пророссийскими активистами в Горловке сразу после митинга, организованного в поддержку городского главы Евгения Клепа. По окончании альтернативного митинга «За единую Украину» Рыбак направился в здание городского совета, чтобы встретиться с главой, но войти в здание ему помешали сторонники «Донецкой республики». В ходе мероприятия Владимир Рыбак пытался снять флаг самопровозглашённой «Донецкой народной республики», вернув туда флаг Украины. После словесной перепалки на глазах свидетелей произошла потасовка, которую засвидетельствовали на видеоплёнку. 22 апреля его тело было найдено в реке Казённый Торец возле пгт Райгородок Донецкой области с признаками насильственной смерти и было опознано женой
На фоне событий «Русской весны» 1 марта 2014 года пророссийский митинг собрал в городе 5 тысяч человек. 14 апреля пророссийские активисты заняли городской совет и подняли флаги России и Донецкой Народной Республики. 30 апреля город перешёл под контроль непризнанной ДНР.